# Klever Verlag
Der Klever Verlag ist ein 2008 in Wien gegründeter Verlag für Gegenwartsliteratur und Essayistik. Verlagssitz ist Wien, Verlagsinhaber Ralph Klever.

## Geschichte
Ralph Klever war vor der Gründung eines eigenen Verlags bereits längere Zeit im österreichischen Verlagswesen aktiv, unter anderem als Verlagslektor für den Ritter Verlag und als Verantwortlicher für die Verlagsassistenz beim Molden Verlag. Einen entscheidenden Anstoß zur Verlagsgründung gab Adelheid Dahimène, die 2009 ihren Gedichtband Blitzrosa Glamour im Klever Verlag veröffentlichte. Als weitere Autoren konnte Ralph Klever schon bald Andreas Okopenko und Ann Cotten für den Verlag gewinnen. Ralph Klever betreibt den Verlag als Ein-Mann-Unternehmen, nur die Covergestaltung ist ausgelagert. Der Verlag ist auf öffentliche Förderung angewiesen. Der Verlag präsentiert sich regelmäßig sowohl auf den großen Buchmessen, wie z. B. der Frankfurter Buchmesse, als auch auf Veranstaltungen für Independent-Verlage.

## Programm
In der Literaturedition des Klever Verlags erscheinen Prosatexte unterschiedlichster Art, Gedichte, Improvisationen und Miniaturen. Die Essays gelten verlagsintern als eigene Schiene, auf die Ralph Klever großen Wert legt.
Weiterhin erscheint bei Klever die Zeitschrift Idiome, als Herausgeber fungieren Florian Neuner und Lisa Spalt. Die Zeitschrift widmet sich avancierter Prosa aus dem gesamten deutschsprachigen Raum.

## Autoren (Auswahl)
Zu den Autoren zählen namhafte Schriftsteller und Künstler sowie junge literarische Talente:
- Urs Allemann
- Wolfgang Bleier
- Ann Cotten
- Franz Josef Czernin
- Adelheid Dahimène
- Brigitta Falkner
- Urs Jaeggi
- Andreas Okopenko
- Peter Patzak
- Ricardo Piglia
- Henri Thomas
- Liesl Ujvary
- Herbert J. Wimmer
- Andrea Winkler
- Daniel Wisser